# Alejandro Hisis
Alejandro Manuel Hisis Araya (Valparaíso, Chile; 16 de febrero de 1962) es un exfutbolista y entrenador chileno, que actualmente es ayudante técnico en Deportes Antofagasta. También jugó como mediocampista en varios clubes en América Latina y Europa, entre ellos Colo-Colo, Club de Fútbol Monterrey y OFI Creta.

## Trayectoria
Sus inicios fueron el club “20 de Septiembre” de la “Localidad de San Pedro” (Comuna de Quillota). A los nueve años de edad se va vivir a Buenos Aires, Argentina, donde continuaría su formación futbolística en el club “Comunicaciones” de la Tercera División, debutando profesionalmente el año 1979.
Con dieciocho años de edad, en 1980, vuelve a Chile, e ingresa en Colo-Colo, debutando en el club albo el año 1982. 
Fue Director Técnico del Club Deportes Puerto Montt a partir del Torneo Clausura 2011 de la Primera B, fue destituido de su cargo a pocas fechas de terminar el Torneo Clausura 2012 de Primera B. A contar del 19 de noviembre de 2013 asume la banca de San Antonio Unido donde permanecería hasta mediados de diciembre para llegar como ayudante técnico a Santiago Wanderers, donde como Cuerpo Técnico de Ivo Basay son removidos de sus puestos el 5 de marzo de 2014.
Padre de las Jugadoras de Colo-Colo y la Selección de fútbol femenino de Chile, Alexandra Hisis y Dominique Hisis.
Como parte del Cuerpo Técnico de Ivo Basay estuvo durante el segundo semestre de 2014 y hasta la quinta fecha del Clausura 2015 en Ñublense, el 25 de febrero de 2015 se incorpora al Banco Técnico de Marco Antonio Figueroa en Cobreloa y posteriormente lo acompaña en el cuerpo técnico de San Marcos de Arica hasta principio de 2016.
Durante los primeros días del mes de enero de 2016 se integra al cuerpo técnico de Deportes Iquique.

## Selección nacional
Como juvenil, en 1981, fue preseleccionado para el Sudamericano Juvenil de Ecuador. Fue internacional con la Selección de fútbol de Chile entre los años 1983 y 1989, jugó 41 partidos internacionales anotando 2 goles.

### Participaciones en Olimpiadas
| Juegos Olímpicos                     | Sede           | Resultado        | PJ | G |
| ------------------------------------ | -------------- | ---------------- | -- | - |
| Juegos Olímpicos de Los Ángeles 1984 | Estados Unidos | Cuartos de final | 4  | 0 |

##### Participaciones en Copa América
| Copa                | Sede                | Resultado           | PJ | G |
| ------------------- | ------------------- | ------------------- | -- | - |
| Copa América 1983   | Sin Sede            | Primera Fase        | 4  | 0 |
| Copa América 1989   | Brasil              | Primera Fase        | 4  | 0 |
| Total de su carrera | Total de su carrera | Total de su carrera | 8  | 0 |

##### Participaciones en Clasificatorias a Copas del Mundo
| Eliminatorias             | País                | Resultado           | Posición                   | PJ | G |
| ------------------------- | ------------------- | ------------------- | -------------------------- | -- | - |
| Eliminatorias México 1986 | México              | Eliminado           | Segunda Fase del Repechaje | 8  | 2 |
| Eliminatorias Italia 1990 | Italia              | Descalificado       | 2.º Grupo 3                | 4  | 0 |
| Total de su carrera       | Total de su carrera | Total de su carrera | Total de su carrera        | 12 | 2 |

## Clubes

### Como jugador
| Club               | País      | Año       |
| ------------------ | --------- | --------- |
| Comunicaciones     | Argentina | 1978-1980 |
| Green Cross-Temuco | Chile     | 1980      |
| Colo Colo          | Chile     | 1981-1985 |
| OFI Creta          | Grecia    | 1985-1990 |
| Monterrey          | México    | 1990-1992 |
| Colo-Colo          | Chile     | 1992      |
| Tigres             | México    | 1992-1994 |
| Pachuca            | México    | 1994-1995 |
| Palestino          | Chile     | 1996      |
| Santiago Morning   | Chile     | 1997      |

### Como entrenador
| Club                  | País  | Año       |
| --------------------- | ----- | --------- |
| Deportes Puerto Montt | Chile | 2011-2012 |
| San Antonio Unido     | Chile | 2013      |

## Palmarés

### Campeonatos nacionales
| Título           | Club      | País   | Año     |
| ---------------- | --------- | ------ | ------- |
| Copa Chile       | Colo-Colo | Chile  | 1982    |
| Primera División | Colo-Colo | Chile  | 1983    |
| Copa Chile       | Colo-Colo | Chile  | 1985    |
| Copa de Grecia   | OFI Creta | Grecia | 1987    |
| Copa México      | Monterrey | México | 1991-92 |

#### Copas internacionales
| Título              | Equipo    | País   | Año  |
| ------------------- | --------- | ------ | ---- |
| Copa Naciones       | Monterrey | México | 1991 |
| Copa Interamericana | Colo-Colo | Chile  | 1992 |